# Handle with Care (album)
Handle with Care je třetí studiové album thrash metalové skupiny Nuclear Assault.

## Seznam skladeb
1. New Song - (02:58)
2. Critical Mass - (03:19)
3. Inherited Hell - (03:30)
4. Surgery - (02:45)
5. Emergency - (03:20)
6. Funky Noise - (00:50)
7. F# (Wake Up) - (02:58)
8. When Freedom Dies - (02:34)
9. Search & Seizure - (04:11)
10. Torture Tactics - (02:22)
11. Mother's Day - (00:33)
12. Trail of Tears - (05:45)

## Remasterovaná Edice 2008 (Bonus)
1. Intro / The New Song (live)- (3:11)
2. Critical Mass (live) - (3:11)
3. Torture Tactics (live) - (2:07)
4. Trail of Tears (live) - (3:57)
5. Mother's Day (live) - (0:59)
6. Funky Noise (live) - (0:50)

## Sestava
- John Connelly - Zpěv/Kytara
- Anthony Bramante - Kytara
- Danny Lilker - Baskytara
- Glenn Evans - Bicí